# Arthur Wolf, Pelzwaren
Die im Jahr 1882 gegründete Rauchwarengroßhandlung und Pelzwarenfabrik Arthur Wolf wurde bereits Anfang der 1890er Jahre als das zweitbedeutendste Pelzhandels-Unternehmen in Berlin eingestuft.

## Arthur Wolf
Arthur Wolf (* 1854 in Leipzig; † 12. März 1941) besuchte die Bürgerschule bis zur obersten Klasse und anschließend die Höhere Handelsschule. 1871, direkt nach dem Deutsch-Französischen Krieg, erhielt er im nunmehr deutschen Metz durch die Vermittlung des Inhabers eines dortigen alten Kürschnergeschäfts eine Anstellung im Büro. Anschließend ging er als Büroangestellter nach Saint-Avold in Lothringen, um sich dann als Reisender zu betätigen. Die dort erworbenen Vertiefungen seiner französischen Sprachkenntnisse waren nach seiner Aussage mit entscheidend für seinen späteren beruflichen Erfolg.
In Leipzig absolvierte er seinen Militärdienst als Einjährig-Freiwilliger. Er siedelte anschließend nach Leipzig über, wo er mit einem eigenen Unternehmen die Vertretung einer belgischen Kaninfärberei übernahm.
Wolf gründete zusammen mit Adolf Segall 1901 den Verein der Pelzwarenfabrikanten und übernahm dessen Vorsitz. Nach dessen Auflösung war er Mitglied im Vorstand des Bezirksverbands Berlin-Brandenburg im 1903 gegründeten Reichsverband der Deutschen Kürschner e. V. 1912 wurde der Verband der Pelzwarenfabrikanten gegründet, dessen Vorstand Wolf bis 1933 angehörte. Als die Kürschner und sonstigen Pelzarbeiter sich im August 1905 in harten Tarifauseinandersetzungen mit den Arbeitgebern befanden, soll nach deren Angabe der Verhandlungsführer der Pelzwarenfabrikanten, Arthur Wolf, „triumphierend“ geäußert haben: „Wir sind die Sieger und verhandeln mit den Arbeitern überhaupt nicht, jetzt diktieren wir!“ Neben anderen ehrenamtlichen Aufgaben beteiligte er sich an der Einrichtung einer Berliner Kürschnerfachschule. Bei der Vorbereitung zur IPA, der Internationalen Pelzfach-Ausstellung 1930 in Leipzig, gehörte er dem erweiterten Vorstand an.
Im Alter von 83 Jahren zog sich Arthur Wolf in sein Landhaus in Potsdam-Neubabelsberg zurück, wo er aus dem Unternehmen noch täglich schriftlichen Bericht erhielt. Er starb „als ältester der Pelzfachleute“ nach kurzer Krankheit im März 1941.

## Unternehmen Arthur Wolf

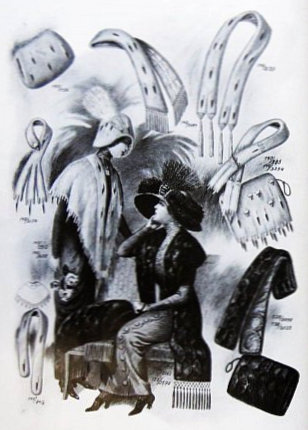
Katalogseite Arthur Wolf
Saison 1912/1913

Im eigenen Unternehmen in Leipzig begann Arthur Wolf 1882, mit selbst gefertigten Pelzbesätzen auf eigene Rechnung Kunden in Berlin zu besuchen, dem Mittelpunkt der damaligen Pelzindustrie. Von der Konfektion erhielt er lohnende, beständig zunehmende Aufträge. So entschloss er sich, 1887 nach Berlin umzuziehen. Aus Leipzig engagierte er den noch jungen Louis Friedländer (* 12. Dezember 1865 in Nordhausen), der gerade eine Lehre in einem Baumwollwarengroßhandel abgeschlossen hatte. Nach mehreren Jahren wurde Friedländer Prokurist und dann Teilhaber. Ihr Branchenkollege Philipp Manes meinte:

„Selten hat es zwei Männer gegeben, die ihrer Veranlagung nach so wenig zueinander passten. Wolf – ruhig, bedächtig, wägend und dann lange noch nicht gleich wagend, sondern noch einmal prüfend, sehr gründlich und exakt, nie für kühne Experimente zu haben, nur für Mögliches und Erreichbares. Friedländer – in allem das Gegenteil. Und doch haben die beiden 28 lange Jahre zusammen gearbeitet.“

Wolf widmete sich dem inneren Aufbau des Unternehmens, der in der Branche „Feuerkopf“ genannte Friedländer war immer in Bewegung.
Große Erfolge erzielte das Unternehmen, indem die Reisenden neben ihrer Kürschnerkundschaft auch kleine Orte aufsuchten, die mit dem Auto jetzt leichter zu erreichen waren und die der Konkurrenz zu unwichtig erschienen.
Louis Friedländer verbrachte ein Jahr in Davos, um ein leichtes Lungenleiden auszukurieren. Schon vorher war es zu Unstimmigkeiten gekommen, die Arthur Wolf veranlassten, 1912 eine Trennung herbeizuführen. Auch waren die beiderseitigen Söhne herangewachsen, so dass es gesicherter schien, wenn zwei Unternehmen nebeneinander bestünden. Im Jahr 1916 wurden Werner und Helmut Wolf nach Ablegung der Kürschner-Gesellen- und Meisterprüfung Mitinhaber des Unternehmens Arthur Wolf. Mit einer Zahlung von fast einer Million Mark und einer Abtretung von sehr großen Warenvorräten an Louis Friedländer wurden die Unternehmen getrennt. Das Unternehmen Louis Friedländer & Co. eröffnete neu im Gebäude Wallstraße 76, Teilhaber wurde der älteste Sohn Fritz.

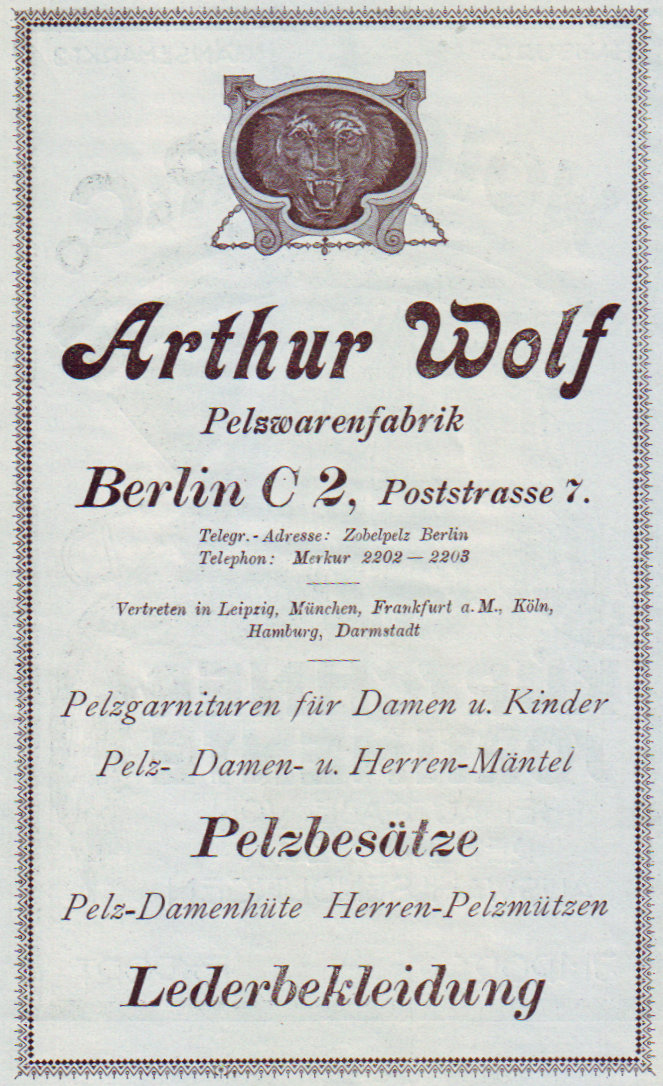
Inserat Arthur Wolf, 1925

Einem Bericht von der Leipziger Frühjahrsmesse 1922 ist zu entnehmen, dass das Angebot des Unternehmens Arthur Wolf zumindest in der Inflationszeit wesentlich auf Pelze in der untersten Preislage ausgerichtet war, für „die deutsche Frau, die nicht mit Hunderttausenden für einen Pelzmantel rechnen kann“. Im Jahr 1925 war das Unternehmen im Haus Poststraße 7 in Berlin untergebracht. In einem brancheninternen Inserat bot man an: „Pelzgarnituren für Damen und Kinder, Pelz- Damen- und Herrenmäntel, Pelzbesätze, Pelz-Damenhüte, Herren-Pelzmützen, Lederbekleidung; Vertreten in Leipzig, München, Frankfurt a. M., Köln, Hamburg, Darmstadt.“ 1929 zog man in das eigene, moderne, viergeschossige Gebäude Schönhauser Allee 149, das die Möglichkeit der Lagerung und Warenpräsentation in verschiedenen Abteilungen bot. Schon in Friedenszeiten, also vor 1914, war die Abteilung mit der Herstellung von Modegarnituren aus dem Webpelz „Krimmer“ sehr bedeutend. Die Abteilung Lederbekleidung mit Fertigung wurde besonders von Helmut Wolf betreut, die Pelzschuhabteilung, die um Leder-Damenhandschuhe erweitert wurde, von Werner Wolf. Mit dem Ausland, insbesondere Frankreich, unterhielt man beste Geschäftsverbindungen. Für die belgischen Kaninfelle war Wolf inzwischen der größte Abnehmer. Als eine Studienkommission deutscher Kürschner im Mai 1925 in die Vereinigten Staaten reiste, um die dortigen Arbeitsweisen kennenzulernen und als junge Nachkriegsgeneration neue Verbindungen zu knüpfen, fuhr Helmut Wolf mit, der jüngere der beiden Brüder.
Nach dem Rückzug Arthur Wolfs aus dem Unternehmen lag die Leitung in den Händen seiner beiden Söhne und von Adolf Schumann. Schumann war gebürtiger Leipziger, absolvierte dort eine Lehre als Rauchwarenkaufmann und bildete sich in Welthandelsunternehmen fachlich weiter. 1898 holte ihn Arthur Wolf in sein Unternehmen. Philipp Manes schrieb im Kriegsjahr 1941:

„Adolf Schumann erwies sich auf allen Gebieten als ungewöhnlich befähigt. Einkauf – Fabrikation – Verkauf – Reise – die Verbindung mit dem Auslande als großer Abnehmer – der innere Betrieb – die Herstellung der Kollektion – an allem hat er seine Tüchtigkeit erwiesen. Krieg – Inflation – Blütezeit – Warenknappheit – sie meisterte er und wußte die Firma über die großen Schwierigkeiten hinweg zu lavieren. - Ein unermüdlicher Arbeiter, der nie still sitzt, sondern selbst im weiten Betrieb jeden Raum inspiziert, über alles Bescheid weiß und von allem unterrichtet ist, selbst heute noch die Schweiz zweimal im Jahr bereist, weil ihm allein die Kundschaft grenzenloses Vertrauen schenkt – in Leipzig einkauft, so alle Fäden in der Hand hält. Er ist in der Branche heute der kenntnisreichste Fachmann, der in seiner Universalität wohl einzig dasteht.“

Manes hob die Zusammenarbeit in der Unternehmensleitung hervor und führte sechs Mitarbeiter namentlich auf, die bereits zwischen 26 und 40 Jahre im Unternehmen beschäftigt waren.
Die Einkaufsvertretung hatte „über zwei Menschenalter“ lang das 1912 gegründete Leipziger Unternehmen Robert Ehrmann, das auch die Rauchwarenauktionen im Londoner Pelzviertel Garlick Hill besuchte.
Vor Mitte des Kriegsjahrs 1942 wurde das bis dahin als offene Handelsgesellschaft geführte Unternehmen in eine Kommanditgesellschaft umgewandelt. Anna Wolf, die Witwe des Gründers, und ihre beiden Töchter Elisabeth und Edith Wolf wurden als Kommanditisten aufgenommen. Die Leitung blieb bei den beiden Söhnen Werner und Helmuth Wolf „und des alten bewährten Mitarbeiters Herrn Adolf Schumann“.
Im Nachkriegs-Branchen-Adressbuch von Berlin 1946/1947 ist der Rauchwarenhandel Arthur Wolf noch unter der Adresse Schönhauser Allee 149 verzeichnet.